# Ханцкі
Ханцкі (груз. ხანწკი) — село в Грузії.
За даними перепису населення 2014 року в селі проживає 443 особи.